# Campeonato Europeu de Patinação Artística no Gelo de 1927
O Campeonato Europeu de Patinação Artística no Gelo de 1927 foi a vigésima sexta edição do Campeonato Europeu de Patinação Artística no Gelo, um evento anual de patinação artística no gelo organizado pela União Internacional de Patinação (em inglês:  International Skating Union) onde os patinadores artísticos competem pelo título de campeão europeu. A competição foi disputada na cidade de Viena, Áustria.

## Eventos
- Individual masculino

## Medalhistas
| Evento                        | Ouro                  | Prata                  | Bronze                 |
| Individual masculino detalhes | Willy Böckl · Áustria | Hugo Distler · Áustria | Karl Schäfer · Áustria |

## Resultados

### Individual masculino
| Pos.              | Nome           | Nacionalidade |
| ----------------- | -------------- | ------------- |
| Medalha de ouro   | Willy Böckl    | Áustria       |
| Medalha de prata  | Hugo Distler   | Áustria       |
| Medalha de bronze | Karl Schäfer   | Áustria       |
| 4                 | Ernst Oppacher | Áustria       |
| 5                 | Paul Franke    | Alemanha      |

## Quadro de medalhas
| Ordem | País    | Medalha de ouro | Medalha de prata | Medalha de bronze |   | Ordem por total |
| ----- | ------- | --------------- | ---------------- | ----------------- | - | --------------- |
| 1     | Áustria | 1               | 1                | 1                 | 3 | 1               |
| TOTAL | TOTAL   | 1               | 1                | 1                 | 3 | —               |